# Лука Бари
Лука Бари (итал. Porto di Bari) је лука града Барија. Бари је важна трајектна лука; постоје трајектне везе са градовима на супротној обали Јадрана и са Грчком.

## Инфраструктура
Следећи путеви повезују луку са путном мрежом:
- А14
- Страда Статале 16 Адријатика

Железничке пруге:
- Бари-Лече
- Бари–Мартина Франка–Таранто (112 км)
- Бари–Таранто
- Бари-Барлета (70 км)